# Saurav Gurjar
Saurav Gurjar (Gwalior, 5 giugno 1984) è un wrestler e attore indiano.

## Carriera

### Ring Ka King (2011–2012)
Nel dicembre del 2011, Gurjar prese parte al progetto della Total Nonstop Action Wrestling in India, chiamato Ring Ka King dove lottava con il ring name Deadly Danda. Nella Ring Ka King, Gurjar faceva parte della stable heel RDX, guidata da Jeff Jarrett.

### WWE (2018–2024)

#### NXT(2018–2023)
Il 14 gennaio 2018, Gurjar firmò un contratto con la WWE. Lo stesso anno fece il suo debutto in un live event di NXT, dove in coppia con Rinku Singh vennero sconfitti da Danny Burch e Oney Lorcan, mentre il 25 marzo debuttò in televisione, insieme a Rinku, attaccando Matt Riddle e stabilendosi come heel; i due furono chiamati Indus Sher e affiancati da Malcolm Bivens come manager. Il 22 gennaio 2021, a Superstar Spectacle, gli Indus Sher e Drew McIntyre sconfissero i Bollywood Boyz e Jinder Mahal.
Nella puntata di NXT 2.0 del 18 gennaio 2022 Saurav apparve con il ring name Sanga e presentato come il bodyguard di Grayson Waller. In seguito, combatté il suo primo match singolo in WWE nella puntata di NXT 2.0 dell'8 febbraio perdendo contro LA Knight. Nella puntata di NXT 2.0 del 12 aprile Sanga e Waller presero parte ad un Gauntlet match per il vacante NXT Tag Team Championship ma vennero eliminati dai Creed Brothers. A seguito di questa sconfitta Sanga venne licenziato da Waller, e la settimana dopo i due si affrontarono ad NXT 2.0 ma a prevalere fu Waller. In seguito, Sanga iniziò una carriera in singolo dove prevalse su avversari come Duke Hudson, Wes Lee e Xyon Quinn. Nella puntata di NXT del 26 ottobre Sanga e Veer attaccarono i Creed Brothers segnando il ritorno degli Indus Sher, e successivamente i due tornarono in azione sul ring sconfiggendo i jobber George Cannon e Jake Fingado il 15 novembre ad NXT.

#### Raw(2023–2024)
Il 1º maggio 2023, per effetto del Draft, Sanga venne promosso al roster di Raw assieme a Veer e Jinder Mahal. Gli Indus Sher debuttarono nello show nella puntata del 15 maggio sconfiggendo i due jobber Drake Thompson e Lavar Barbie. Il 27 novembre, a Raw, gli Indus Sheer presero parte ad un tag team turmoil match per determinare i nuovi sfidanti all'Undisputed WWE Tag Team Championship ma vennero eliminati dai #DIY. Nella puntata di Raw del 18 marzo gli Indus Sher vennero sconfitti dagli Awesome Truth (The Miz e R-Truth), non riuscendo a qualificarsi per il ladder match per l'Undisputed WWE Tag Team Championship a WrestleMania XL.

## Personaggio

### Mosse finali
- Chokeslam

### Musiche d'ingresso
- War of the Pharaos dei CFO$ (2020; 2022-2024; usata come membro degli Indus Sher)
- Say So dei def rebel (2022; usata in coppia con Grayson Waller)
- Reload dei def rebel (2022)
- Tiranga dei def rebel (2023–2024; usata come membro degli Indus Sher)

## Titoli e riconoscimenti
- Ring Ka King
  - World Cup of Ring Ka King (2012) – con Abyss, Scott Steiner, Sir Brutus Magnus e Sonjay Dutt

## Filmografia

### Cinema
- Brahmāstra: Part One - Shiva, regia di Ayan Mukerji (2022)

### Televisione
- Mahabharat – serie TV (2013–2014)
- The New Eat Bulaga! Indonesia – show televisivo (2014–2016)
- Sankat Mochan Mahabali Hanumaan – serie TV (2016–2017)
- Prithvi Vallabh – serie TV (2018)
- Yeh Jhuki Jhuki Si Nazar – serie TV (2022–presente)